# Trofeo Dossena 2008
Il Trofeo Angelo Dossena 2008 è stata la 32ª edizione della manifestazione giovanile dedicata ad Angelo Dossena, svoltasi tra il 10 e il 16 giugno 2008

## Partecipanti
All'edizione del 2008 hanno preso parte, oltre ai campioni uscenti del Milan, l'Atalanta, i campioni d'Italia della Sampdoria, la Nazionale serie C, la Rappresentativa "La Provincia" (selezione dei migliori giovani delle squadre del Pergocrema, del Pizzighettone e della Cremonese), i russi dello Spartak Mosca e i giapponesi dello Ryutsu Keizai e i brasiliani del Grêmio di Porto Alegre, poi risultati vincitori.

## Fase a gironi

### Girone A
| Team                | Pt. | G | V | N | P | GF | GS |
| ------------------- | --- | - | - | - | - | -- | -- |
| Atalanta            | 9   | 3 | 3 | 0 | 0 | 8  | 3  |
| Spartak Mosca       | 3   | 3 | 1 | 0 | 2 | 7  | 8  |
| Milan               | 3   | 3 | 1 | 0 | 2 | 5  | 6  |
| Rappr. La Provincia | 3   | 3 | 1 | 0 | 2 | 2  | 5  |

| 10 giugno ore 21, Crema (CR), stadio "Voltini" | Rappr. La Provincia | 0 - 2 | Milan |

| 10 giugno ore 21, Cividino (BG), stadio comunale | Spartak Mosca | 1 - 5 | Atalanta |

| 11 giugno ore 21, Cremona, stadio "G. Zini" | Atalanta | 1 - 0 | Rappr. La Provincia |

| 11 giugno ore 21, Spino d'Adda (CR), stadio comunale | Milan | 1 - 4 | Spartak Mosca |

| 12 giugno ore 21, Sergnano (CR), stadio comunale | Rappr. La Provincia | 2 - 2 (6 - 4 dcr) | Spartak Mosca |

| 12 giugno ore 21, Martinengo (BG), stadio comunale | Atalanta | 2 - 2 (7 - 5 dcr) | Milan |

### Girone B
| Team              | Pt. | G | V | N | P | GF | GS |
| ----------------- | --- | - | - | - | - | -- | -- |
| Nazionale Serie C | 6   | 3 | 2 | 0 | 1 | 6  | 3  |
| Gremio            | 6   | 3 | 2 | 0 | 1 | 4  | 2  |
| Ryutsu Keizai     | 3   | 3 | 1 | 0 | 2 | 4  | 5  |
| Sampdoria         | 3   | 3 | 1 | 0 | 2 | 4  | 8  |

| 10 giugno ore 21, Vignate (MI), stadio comunale | Nazionale Serie C | 0 - 1 | Gremio |

| 10 giugno ore 21, Quinzano d'Oglio (BS), stadio comunale | Ryutsu Keizai | 3 - 1 | Sampdoria |

| 11 giugno ore 21, Soncino (CR), Centro Sportivo Comunale | Sampdoria | 2 - 4 | Nazionale Serie C |

| 11 giugno ore 19:30, Lovere (BG), Cen. Sport. Comunale | Gremio | 2 - 1 | Ryutsu Keizai |

| 12 giugno ore 21, Mezzago (MI), stadio comunale | Sampdoria | 1 - 1 (5 - 4 dcr) | Gremio |

| 12 giugno ore 21, Iseo (BS), stadio comunale | Nazionale Serie C | 2 - 0 | Ryutsu Keizai |

## Fase eliminatoria

### Semifinali
| 14 giugno 2008, Crema (CR), stadio "Voltini", ore 20:30 | Atalanta    | 1 – 2 | Gremio                          | Arbitro: Meli (Parma) |
| 14 giugno 2008, Crema (CR), stadio "Voltini", ore 20:30 | 34' Marconi |       | 19' Roberson 40' Rafael Martins | Arbitro: Meli (Parma) |

| 14 giugno 2008, Crema (CR), stadio "Voltini", ore 22:30 | Nazionale Serie C                                                                         | 5 – 1 | Spartak Mosca          | Arbitro: Gallione (Alessandria) |
| 14 giugno 2008, Crema (CR), stadio "Voltini", ore 22:30 | 7' Olivieri (rig.) 15' Vitofrancesco 34' Catellani 9' s.t. Agostinone 29' s.t. Agostinone |       | 35' s.t. Bazhev (rig.) | Arbitro: Gallione (Alessandria) |

### Finale
| 16 giugno 2008, Crema (CR), stadio "Voltini", ore 21 | Nazionale Serie C                                      | 1 – 1       | Gremio                                 | Arbitro: Orsato (Schio) |  |
| 16 giugno 2008, Crema (CR), stadio "Voltini", ore 21 | 3' s.t. Olivieri (rig.)                                |             | 18' Roberson                           | Arbitro: Orsato (Schio) |  |
| 16 giugno 2008, Crema (CR), stadio "Voltini", ore 21 | Campagnacci Renzetti Giacomelli Di Bella Vitofrancesco | (4 – 5 dcr) | Roberson Wagner Dhiego Thiago Paulinho | Arbitro: Orsato (Schio) |  |